# Mường Chiềng
Mường Chiềng là một xã thuộc huyện Đà Bắc, tỉnh Hòa Bình, Việt Nam.

## Địa lý
Xã Mường Chiềng nằm ở phía tây bắc huyện Đà Bắc, có vị trí địa lý
- Phía đông giáp xã Giáp Đắt
- Phía tây giáp tỉnh Sơn La
- Phía nam giáp xã Đồng Chum
- Phía bắc giáp xã Nánh Nghê.

Xã Mường Chiềng có diện tích 40,20 km², dân số năm 2018 là 4.182 người, mật độ dân số đạt 104 người/km².

## Lịch sử
Địa bàn xã Mường Chiềng hiện nay trước đây vốn là hai xã Mường Tuổng và Mường Chiềng thuộc huyện Đà Bắc.
Xã Mường Chiềng và xã Mường Tuổng được thành lập vào ngày 22 tháng 1 năm 1957 trên cơ sở một phần diện tích và dân số của xã Đức Nhàn cũ.
Đến năm 2018, xã Mường Chiềng có diện tích 26,39 km², dân số là 3.087 người, mật độ dân số đạt 117 người/km². Xã Mường Tuổng có diện tích 13,81 km², dân số là 1.095 người, mật độ dân số đạt 79 người/km².
Ngày 17 tháng 12 năm 2019, Ủy ban Thường vụ Quốc hội ban hành Nghị quyết số 830/NQ-UBTVQH14 về việc sắp xếp các đơn vị hành chính cấp huyện, cấp xã thuộc tỉnh Hòa Bình (nghị quyết có hiệu lực từ ngày 1 tháng 1 năm 2020). Theo đó, sáp nhập toàn bộ diện tích và dân số của xã Mường Tuổng vào xã Mường Chiềng.